# Бузешть (Горж)
Бузешть, Бузешті (рум. Buzești) — село у повіті Горж в Румунії. Входить до складу комуни Красна.
Село розташоване на відстані 217 км на захід від Бухареста, 21 км на північний схід від Тиргу-Жіу, 91 км на північ від Крайови.

## Населення
За даними перепису населення 2002 року у селі проживали 399 осіб, усі — румуни. Усі жителі села рідною мовою назвали румунську.